# Samuel Pasco

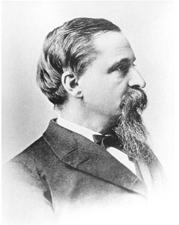
Samuel Pasco

Samuel Pasco (* 28. Juni 1834 in London, England; † 13. März 1917 in Tampa, Florida, USA) war ein US-amerikanischer Politiker. Von 1887 bis 1899 vertrat er den Staat Florida im Senat der Vereinigten Staaten von Amerika.

## Biografie

### Frühes Leben
Samuel Pasco verbrachte seine Kindheit in England und wanderte 1846 mit seinen Eltern in die Vereinigten Staaten aus. Die Pascos ließen sich in Charlestown (Massachusetts) nieder, wo Pasco die Schule absolvierte, und 1858 seinen Abschluss in Erziehungswissenschaften an der Harvard University machte. Im Jahr 1859 ließ sich Pasco in Florida nieder und war von 1860 bis 1861 Direktor der Waukeenah Academy in Monticello.
Während des Sezessionskrieges war Pasco Soldat der Konföderierten Armee und erlangte den Rang eines Privates. In Mississippi Ridge geriet Pasco in Kriegsgefangenschaft, aus der er im März 1865, im Rang eines Sergeants, entlassen wurde. Zurück in Florida nahm er seine Tätigkeit als Rektor der Waukeenah Academy wieder auf.

### Politische Karriere
Im Jahr 1866 nahm Pasco eine Stelle als Angestellter im Bezirksgericht von Jefferson County an und studierte parallel Rechtswissenschaften. Nach seinem Abschluss, 1868, eröffnete er eine Kanzlei in Monticello. 1880 wurde Pasco von der Demokratischen Partei zu einem der Wahlmänner ernannt, die den US-Präsidenten wählen sollten. Im Jahr 1884 wurde Pasco für das Amt des Gouverneurs von Florida vorgeschlagen, lehnte jedoch eine offizielle Kandidatur ab.
Nachdem Pasco von 1886 bis 1887 in den Staatssenat von Florida gewählt worden war, erfolgte 1887 die Wahl Pascos zum US-Senator. Das Amt, welches er am 19. Mai 1887 antrat, übte er bis zum 18. April 1899 aus. Nach seinem Ausscheiden aus dem Senat wurde Pasco am 9. Juni 1899 zum Mitglied der so genannten Isthmian Canal Commission bestellt, die über den Bau des Panamakanals berieten. Pasco behielt die Funktion bis 1905.

### Familie
Am 28. Oktober 1869 heiratete Pasco Jessie Denham, mit der er zwei Kinder bekam. Sein Sohn, William Denham Pasco, kam am 29. Oktober 1900 im Spanisch-Amerikanischen Krieg ums Leben. Er hatte auch eine Tochter.

### Tod
Samuel Pasco starb 1917, im Alter von 82 Jahren. Ihm zu Ehren wurde eines der Countys von Florida Pasco County benannt.